# Platysenta minuscula
Platysenta minuscula är en fjärilsart som beskrevs av Emilio Berio 1976-1977 [1977. Platysenta minuscula ingår i släktet Platysenta och familjen nattflyn. Inga underarter finns listade i Catalogue of Life.